# طلب هاتفي
الطلب الهاتفي أو ملقم الهاتف (بالإنجليزية: Dial-up)‏ هو شكـل من أشكال الدخول إلى شبكة المعلومات الدولية (الإنترنت ) عن طريق خط الهاتف. يقوم العميل (الشخص الذي يريد الاتصال بالإنترنت) باستخدام مضمان ( مودم) موصل بحاسوب وخط هاتف، للاتصال بأحد مزودي خدمة الإنترنت من أجل إنشاء وصلة مودم لمودم التي تسيره بعد ذلك إلى الشابكة (الإنترنت).
سرعة الاتصال القصوى التي يمكن الحصول عليها عبر هذه التقنية 56K.

## تكوين اتصالات الطلب الهاتفي
- انقر فوق ابدأوانقر فوق لوحة التحكم انقر فوق شبكة الاتصال واتصالات إنترنت.
- انقر فوق إنشاء اتصال بالشبكة في مكتبك.
- في مربع الحوار «معلومات الموقع»، أدخل المعلومات المناسبة. انقر فوق موافق ومن ثم انقر فوق موافق لإغلاق مربع الحوار خيارات الهاتف والمودم وبدء تشغيل معالج «اتصال جديد».
- في «معالج اتصال جديد»، انقر فوق اتصال الطلب الهاتفي ومن ثم انقر فوق التالي.
- اكتب اسماً لشبكة الاتصال التي تقوم بالاتصال (مثل «شبكة المكتب الخاصة بي»)، وثم انقر فوق التالي.
- اكتب رقم الهاتف للشبكة التي تتصل به، بما في ذلك، إذا لزم الأمر، رمز المنطقة والبادئة "1".
- تحديد ما إذا كان هذا الاتصال لتكون متوفرة للاستخدام أي شخص معنى لأي مستخدم على هذا الكمبيوتر أو للاستخدام الشخصي فقط، مما يعني فقط للمستخدم الذي تم تسجيل دخوله حاليا.
- تحديد ما إذا كنت تريد اختصار للاتصال على سطح المكتب.
- انقر فوق إنهاء.

## استخدام اتصالات الطلب الهاتفي
- انقر فوق ابدأ، انقر فوق الاتصال ب، ثم انقر فوق الاتصال الذي تريد استخدامه.
- في المربع اسم المستخدم، اكتب اسم المستخدم الخاص بك.
- في المربع كلمة المرور، اكتب كلمة المرور الخاصة بك.
- اختر أحد الخيارات التالية:

لحفظ المستخدم اسم وكلمة المرور حيث لن تضطر إلى كتابتها في المستقبل، حدد خانة الاختيار حفظ اسم المستخدم وكلمة المرور للمستخدمين التالين:
1. إذا كنت تريد المستخدم الحالي حق الوصول إلى اسم المستخدم المحفوظة وكلمة مرور، حدد خانة الاختيار لي فقط..
2. إذا أردت أن يقوم كافة المستخدمين حق الوصول إلى اسم مستخدم وكلمة مرور، حدد خانة الاختيار أي شخص يستخدم هذا الكمبيوتر..

- انقر فوق الطلب الهاتفي.